# میل آغاردان
میل آغاردان یکی از روستاهای استان اردبیل است که در بخش مرکزی شهرستان خلخال واقع شده‌است.

## موقعیت جغرافیایی
«میل آغاردان(Mīl Āghārdān)از آبادی های کرمانج نشین دهستان سنجبدشرقی دربخش مرکزی شهرستان خلخال است که درارتفاع 2020 متری ازسطح دریا در 37 درجه و 48 دقیقه و 51 ثانیه عرض شمالی و 48 درجه و 30 دقیقه و 4 ثانیه طول شرقی در شمال دهستان سنجدشمالی]] قرار گرفته است.».

### همسایگان
«این آبادی از سمت شمال به ییلاقات بلوکانلو و روستاهای آرپاچایی ، بنماران و وجین در دهستان سنجبد شمالی از شهرستان کوثر ، از سمت غرب به روستای آلَنکَش در دهستان سنجبد شمالی از شهرستان کوثر ، از سمت جنوب به روستای بلوکانلو(یوخاری اوجغاز) و از سمت شرق به کوه تیلار و روستای داش دیبی در ارتفاعات جنگلی گیلان منتهی میشود.».

## موقعیت تاریخی
«روستای میل آغاردان که تاریخ بنای آن به قبل ازمیلاد می رسدزمانی درمحدوده بخش سنجبد به مرکزیت گیوی قرار داشت. با تشکیل شهرستان کوثر از آن منتزع شده در محدوده بخش مرکزی شهرستان خلخال]] گرفت از روستاهای عجیب و مرموز ایران است که به دلیل داشتن گورستان های زیرزمینی و دفینه های قبل از میلاد به یک مکان شگفت انگیز باستانی تبدیل شده است. مناظر و چشم اندازهای بی نظیر این روستا در کنار پیشینه تاریخی آن هر رهگذری را شیفته خود می کند.».

## موقعیت اجتماعی
«میل آغاردان علی‌رغم تاریخ دیرینه خود به دلیل بعد مسافت و فقدان امکانات رفاهی در روستا و عدم دسترسی اهالی آن به درآمدپایداری درداخل روستا، رفته رفته جمعیت خودرا از دست می دهد و روز به روز از تعداد جمعیت آن کاسته می شود. روستایی که روزگاری به تصریح لغت نامه دهخدا دارای 334 تن سکنه بود درسرشماری عمومی نفوس و مسکن سال 1385 فقط 6 خانوار با 29 نفر سکنه داشت که 17 نفرآن مرد و 12 نفرزن بودند. این تعداد با تفاوت کمی درسرشماری سال 1390 به 8 خانوار با 32 نفر می رسد که بیشتر اهالی از طایفه شاطرانلو خاندان حسینقلی خان حسین پور می باشند و از خانواده های اصیل کرمانج محسوب می شوند که بیشتر اهالی در شهر های مجاور رشت تالش انزلی سکونت دارند. یکی از اعضای شورای شهر تالش عبدالله حسین پور می باشد که تا کنون ۴ بار منتخب مردم تالش در شورای شهر بوده است.
».
«روستای میل آغاردان در مجاورت مناطق باستانی آق ائولر]] و مریان]] قرار دارد که آثاری ازاستقرار درنیمه دوم هزاره دوم قبل ازمیلادازگورهای باستانی آنها کشف شده است. آثاری از کاروانسرای شاه عباسی واقع در دوراهی روستای میل آغاردان]] و ییلاق خلخال وجود دارد که بیانگر قدمت سکونت در این منطقه می باشد..

## موقعیت اقتصادی
«اهالی روستای میل آغاردان باتوجه به موقعیت جغرافیایی روستای میل آغاردان و وجود مراتع سبز و وسیع درحوالی آن به دامداری بیش ازهرچیز اهمیت می دهند و دامداری شغل غالب اهالی آن است درکناردامداری فعالیت در کارهای زراعی وباغداری نیز کمابیش رایج است. باغات روستای میل آغاردان درسمت شرق آن قراردارد. فعالیت های زراعی اهالی روستای میل آغاردان به دلیل ارتفاع منطقه در کاشت وداشت و برداشت غلاتی مانند گندم و جو خلاصه می شود.».

## امکانات معیشتی
«روستای میل آغاردان دارای امکاناتی مانند برق و تلفن است. آب آشامیدنی اهالی ازچشمه تامین می شود راه ارتباطی آن آسفالت است .عملیات گازرسانی به روستای میل آغاردان در سال 1394 آغازشده وکار شبکه گذاری آن هنوز پایان نگرفته است.».